# 尾花沢市消防本部
尾花沢市消防本部（おばなざわししょうぼうほんぶ）は、山形県尾花沢市の消防部局（消防本部）。管轄区域は尾花沢市及び北村山郡大石田町全域。大石田町は尾花沢市に常備消防事務を委託している。

## 概要
- 消防本部：尾花沢市新町4-5-1
- 管内面積：451.91km2
- 職員定数：47人
- 消防署1カ所、分署1カ所
- 主力機械（2023年2月1日現在）
  - 消防ポンプ自動車：1
  - 水槽付消防ポンプ自動車：２
  - 放水塔付ポンプ車：１
  - 救急自動車：3
  - ポンプ付救助工作車：1
  - 指揮車：2
  - 査察広報車：１
  - 小型動力ポンプ：1
  - 災害対応警防車：1
  - 資機材搬送車：２
  - その他：1
  - 除雪車：１

【主力機械に関する参考文献：平成18年度刊行消防年報（山形県）】

## 沿革

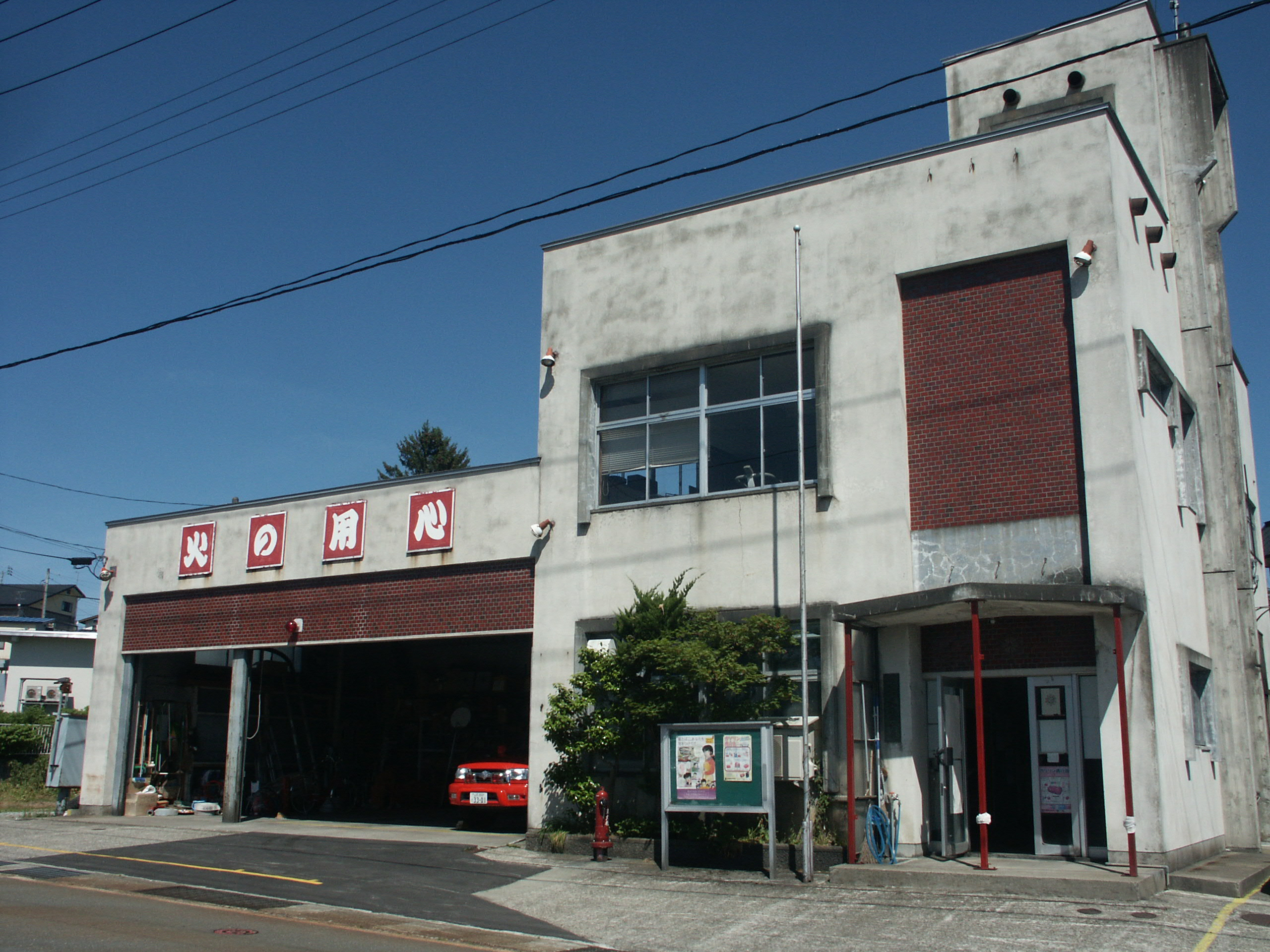
大石田分署（旧庁舎）

- 1961年4月1日　尾花沢市消防本部を設置。
- 1975年4月1日　大石田町の消防事務（消防団に係る事務、水利施設の設置及び維持管理に関するものを除く）を受託。
- 2020年3月27日　大石田分署が大石田町大字大石田乙203-1から乙662-5へ移転新築に伴い、竣工式が行われる。[1]

## 組織
- 本部
  - 総務課
- 消防署

## 消防署

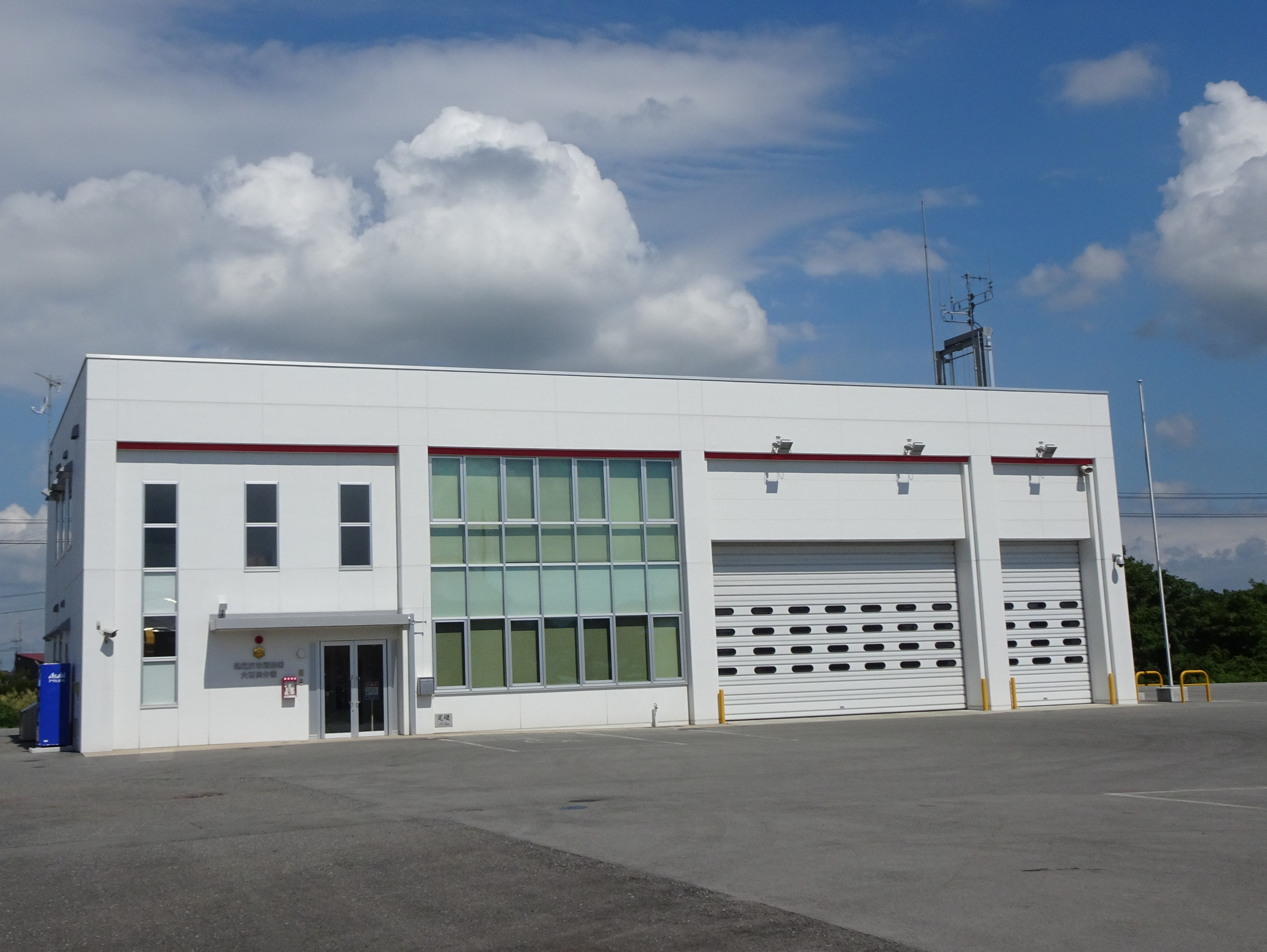
大石田分署

| 消防署         | 住所              | 分署                              |
| -------------- | ----------------- | --------------------------------- |
| 尾花沢市消防署 | 尾花沢市新町4-5-1 | 大石田：大石田町大字大石田乙662-5 |